# رأس السنة (فلم)
رأس السنة هو فيلم مصري عرض عام 2020، بطولة إياد نصار وعلي قاسم وأحمد مالك وإنجي المقدم وبسمة وشيرين رضا، ومن إخراج محمد صقر.

## قصة الفيلم
تدور أحداث الفيلم خلال ليلة رأس السنة لعام 2009 في البحر الأحمر بين عالم الأثرياء داخل إحدى المنتجعات القريبة من مدينة الغردقة، حيث يتعرض أبطال العمل للعديد من المواقف والأزمات الصعبة عندما يجتمعون معًا.

## طاقم التمثيل
- إياد نصار: (كمال)
- علي قاسم: (فتحي)
- أحمد مالك: (شريف)
- إنجي المقدم: (مريم)
- بسمة: (رانيا)
- شيرين رضا: (سوزي)
- هدى المفتي: (سيرين)
- محمود اللوزي: (منصور)
- هاجر الشرنوبي: (نهى)
- جيهان خليل: (بوسي)
- إبراهيم فرح: (عم شعبان)
- عادل الفار: (عم محمود)
- هشام الشاذلي: (جو)
- أشرف مهدي: (عماد)
- لوك لينر: (حسن)
- كريم عبد الجواد: (أشرف)
- محمد الألفي: (تيمور)
- سالي عابد: (يارا)

## فريق العمل
- إخراج: محمد صقر
- تأليف: محمد حفظي
- مدير التصوير: فيكتور كريدي
- مونتاج: علي خيري
- إنتاج: فيلم كلينيك (محمد حفظي)، لاجون فيلم برودكشن (شاهيناز العقاد)
- توزيع داخلي: دولار فيلم
- توزيع خارجي: روتانا ستوديوز